# Walsh
Walsh je priimek več oseb:
- Francis James Walsh, britanski general
- George Peregrine Walsh, britanski general
- John Walsh (znanstvenik), britanski prirodoslovec in politik
- Kate Walsh, ameriška igralka
- Marty Walsh, kanadski hokejist
- Ridley Pakenham Pakenham-Walsh, britanski general
- Sharon Walsh, ameriška tenisačica